# Genndy Tartakovsky

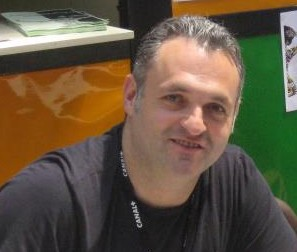
Tartakovsky en el Festival Internacional de Cine de Animación de Annecy (2012).

Gennadiy Borisovich "Genndy" Tartakovsky (ruso: Дженнди Борисович Тартаковский, inicial Геннадий Борисович Тартаковский, Gennadiy Borísovich Tartakovskiy; Moscú; 17 de enero de 1970) es un director de animación, productor, guionista y animador ruso nacionalizado estadounidense. Es conocido por ser el creador de series animadas como El laboratorio de Dexter, Samurai Jack, Star Wars: Clone Wars, Titán Sim-Biónico y Primal, y por dirigir la película animada de Hotel Transylvania junto a sus dos primeras secuelas, que se convirtieron en éxitos de taquilla.
Ha obtenido 12 nominaciones para los premios Emmy y ha ganado en tres ocasiones. Ha sido además nominado cuatro veces a los premios Annie.

## Biografía

### Primeros años
Genndy Tartakovsky nació el 17 de enero de 1970 en Moscú, Unión Soviética, de padres judíos. Su padre era un dentista del cuerpo de oficiales de alta graduación del ejército y su madre trabajaba como asistente de directora en una escuela. Se trasladaron a Estados Unidos cuando tenía 7 años de edad, debido a que su padre quería una mejor vida para él. Tras mudarse a Estados Unidos, se vio influenciado por los cómics que encontró en aquel país. El primer cómic que compró fue uno de los Súper amigos, mientras trabajaba en 7-Eleven.
Tartakovsky entró a la Eugene Field School de Chicago en tercer grado. Su padre murió cuando él tenía 16 años de edad. Tras esto, Genndy Tartakovsky y su familia se mudaron a unas viviendas financiadas por el gobierno. Comenzó a trabajar mientras estaba en la escuela secundaria.
Para satisfacer a su familia, trató de tomar clases de publicidad, ya que deseaban que él fuera un hombre de negocios. Sin embargo, se registró tarde, por lo que no pudo elegir qué clases tomar. Fue asignado a clases de animación en la Columbia College Chicago. Alrededor de 1991, realizó un cortometraje de tres minutos por su cuenta, siendo el inicio de una carrera prolífica. Posteriormente entró al California Institute of the Arts junto a su amigo Rob Renzetti. En aquel instituto conoció a Craig McCracken. Mientras estaba en CalArts, Tartakovsky dirigió y animó dos cortometrajes, uno de los cuales sirvió como base para la idea de El laboratorio de Dexter.

### Carrera
Durante el inicio de su carrera tuvo pequeños trabajos en series como Batman: La serie animada y El Crítico. Craig McCracken, que trabajaba en Hanna-Barbera, logró que el estudio contratara a Tartakovsky y Renzetti para trabajar en el programa Dos perros tontos. Mientras realizaba guiones gráficos para el programa, Tartakovsky inventó algunas de sus series más conocidas.
La serie El laboratorio de Dexter, estrenada en 1996, surgió de un cortometraje que realizó mientras estudiaba en el California Institute of the Arts. La serie es protagonizada por Dexter, un niño genio que tiene un laboratorio secreto en su habitación, y que está en constante conflicto con su hermana Dee-Dee. Tartakovksy además escribió y dibujó el cómic número 25 de Dexter, titulado "Stubble Trouble" y publicado por DC Comics en agosto de 2001.
Fue también productor de la serie The Powerpuff Girls, para la cual dirigió varios episodios. La serie muestra a tres niñas con superpoderes que luchan contra el mal. Fue además el director de animación de la película The Powerpuff Girls Movie. Otra de las series que creó fue Samurai Jack, que mezcla géneros como la acción y la ciencia ficción fantástica. Estos tres proyectos fueron nominados a los Premios Emmy, siendo Samurai Jack el ganador como "mejor programa animado de menos de una hora" en 2004.
George Lucas, creador de la saga Star Wars, contrató a Tartakovsky para dirigir Star Wars: The Clone Wars. La serie fue estrenada en 2003 y narra las Guerras Clon, ocurridas entre las películas Attack of the Clones y Revenge of the Sith. El proyecto ganó tres premios Emmy: dos por "mejor programa animado de menos de una hora" (2004 y 2005) y otro por "mejor logro individual en animación" (para el diseñador de fondos Justin Thompson en 2005). Tartakovsky ha declarado no tener planes de volver a trabajar en otro proyecto de Star Wars.
Tartakovsky ayudó a crear el episodio piloto de Korgoth of Barbaria, emitido por Adult Swim en 2006. Sin embargo, el proyecto no logró convertirse en una serie.
En 2005, Tartakovsky se convirtió en el presidente creativo de Orphanage Animation Studios, un estudio de animación por computadora perteneciente a la compañía de efectos visuales The Orphanage.
En febrero de 2006 se anunció que el estudio estaba a cargo de crear una secuela de la película The Dark Crystal (1982), que sería titulada Power of the Dark Crystal y estaría dirigida por Tartakovsky. Sin embargo, en mayo de 2010 se reveló que Tartakovsky fue reemplazado por otros directores.
En 2010 el director volvió a crear otra serie animada, titulada Titán Sim-Biónico y emitida por Cartoon Network. Cuenta la historia de tres personajes, Ilana, Lance y Octus, que llegan a la Tierra intentado escapar de su planeta asolado por la guerra. La serie tuvo una temporada de 20 episodios, tras la cual fue cancelada.
Posteriormente, Tartakovsky trabajó en el prólogo animado de la película Priest, que fue dado a conocer en abril de 2011, un mes antes del estreno de la cinta.
Tartakovsky fue contratado por Sony Pictures Animation en 2011 para dirigir la película Hotel Transylvania. La historia gira en torno a un hotel administrado por Drácula, donde diversos monstruos van a descansar lejos de la presencia de los humanos. Entre los actores involucrados se encuentran Adam Sandler, Andy Samberg, Steve Buscemi, Selena Gomez y Kevin James. Una secuela, dirigida nuevamente por Tartakovsky y titulada Hotel Transylvania 2, fue estrenada en septiembre de 2015.
En junio de 2012 se anunció que Tartakovsky estaría a cargo de la dirección de una película animada por computadora de Popeye, la que sería producida por Sony Pictures Animation. En septiembre de 2014 se dio a conocer un video de prueba sobre la película, donde se mostraba una escena con los personajes. En marzo de 2015 Tartakovsky informó en una entrevista que la nueva directiva del estudio había cancelado el proyecto.
Se pensó realizar una película de Samurai Jack, producida por la compañía Frederator Films, y escrita y dirigida por Genndy Tartakovsky, con el fin de concluir la serie. En junio de 2012, Tartakovsky informó que la producción de la película fue suspendida ya que J. J. Abrams, uno de los interesados en llevarla a cabo, estaba ocupado en otros proyectos.
El 2 de diciembre de 2015, la sección de Cartoon Network, Adult Swim, publicó a través su página en Facebook un teaser promocional que confirmaba el regreso de la serie Samurai Jack. La nueva temporada, que constaba de 10 episodios, fue estrenada en el bloque Toonami de Adult Swim en 2016.
Después de que Hotel Transylvania 2 recaudara en 2015 más de 473 millones de dólares, Sony Pictures Animation anunció una tercera parte. En septiembre de 2015 Tartakovsky dijo que no repetiría como director. Sin embargo, el realizador de las anteriores entregas cambió de opinión y dirigió la nueva secuela, titulada Hotel Transylvania 3: Summer Vacation, la que fue estrenada en 2018. 
Además de dirigir, Tartakovsky también escribió el guion de la película, labor que compartió con Michael McCullers.
Al año siguiente estrenó la serie animada Primal en Adult Swim. Ambientada en un mundo prehistórico, la serie es protagonizada por un cavernícola y un tiranosaurio, y carece de diálogos.

## Filmografía

### Películas
| Año  | Película                                     | Créditos                                                                   | Nota                     |
| ---- | -------------------------------------------- | -------------------------------------------------------------------------- | ------------------------ |
| 1999 | El laboratorio de Dexter: El viaje de Dexter | Director, productor supervisor, la historia y el artista del guion gráfico | Película para televisión |
| 2001 | Una Piedra en el Matrimonio Picapiedra       | Productor supervisor                                                       | Película para televisión |
| 2002 | The Powerpuff Girls Movie                    | Director de animación, director de fotografía                              | Cine                     |
| 2006 | Billy y los come gusanos                     | Director de animación                                                      | Cine                     |
| 2010 | Iron Man 2                                   | Artista del guion gráfico                                                  | Cine                     |
| 2011 | Priest: El vengador                          | Director de animación                                                      | Cine                     |
| 2012 | Hotel Transylvania                           | Director                                                                   | Cine                     |
| 2015 | Hotel Transylvania 2                         | Director                                                                   | Cine                     |
| 2018 | Hotel Transylvania 3: Summer Vacation        | Director                                                                   | Cine                     |
| TBA  | Popeye                                       | Director                                                                   | Cine                     |

### Televisión
| Año            | Título                                | Nota |
| -------------- | ------------------------------------- | --- |
| 1991           | Tiny Toon Adventures                  | Ayudante animador, Episodio: "Henny Youngman Day"                                                                                 |
| 1993-1995      | Dos perros tontos                     | Director de animación, artista del guion gráfico y director                                                                       |
| 1994           | El crítico                            | Temporizador de Animación |
| 1995           | Fantasma del Espacio de costa a costa | Mismo, Episodio: "President's Day Nightmare"                                                                                      |
| 1996-1998      | El laboratorio de Dexter              | Creador, director, escritor, artista del guion gráfico, productor, director de voz, productor ejecutivo y diseñador de personajes |
| 1998-2001      | The Powerpuff Girls                   | Productor supervisor, director y escritor                                                                                         |
| 2001-2004 2017 | Samurai Jack                          | Creador, director, escritor, artista del guion gráfico y productor ejecutivo                                                      |
| 2003-2004      | The Grim Adventures of Billy & Mandy  | Productor supervisor |
| 2003-2005      | Star Wars: Clone Wars                 | Creador, productor ejecutivo y director                                                                                           |
| 2006           | Korgoth of Barbaria                   | Director de animación |
| 2010-2011      | Titán Sim-Biónico                     | Creador, director, escritor y productor                                                                                           |
| 2013           | Steven Universe                       | Director de animación del episodio: "Piloto"                                                                                      |
| 2019           | Primal                                | Creador, productor ejecutivo y director                                                                                           |
| 2023           | Unicorn: Warriors Eternal             | Creador, productor ejecutivo |